# VOB
Um arquivo VOB (Video Object) é um popular arquivo de vídeo presente na maioria dos DVD-Vídeo. Ele contém o próprio vídeo, áudio, legendas e menus (VobSubs), conteúdos em formato streaming.
Arquivos VOB estão codificados num formato semelhante ao MPEG-2. Se a extensão do arquivo for alterada para .mpg ou .mpeg, o arquivo continua contendo toda a informação, contudo a maioria dos reprodutores MPEG-2 não suportam as legendas embutidas no arquivo.
Para gravar arquivos VOB em um DVD±R, outros arquivos DVD-Vídeo são necessários, incluindo arquivos IFO e BUP. A gravação é mais fácil utilizando programas indicados como K3b, Nero ou Roxio Toast.
Arquivos VOB irão rodar normalmente em um Macintosh utilizando o MPlayer, VLC media player, e algum outro reprodutor de DVD. No Linux poderá utilizar o Xine, MPlayer ou VLC. No Windows é possível utilizar o Media Player Classic, VLC, GOM Player, praticamente qualquer reprodutor compatível com DirectShow ou o Nero Showtime.